# Wybory uzupełniające do Senatu Rzeczypospolitej Polskiej VIII kadencji

Okręgi, w których odbyły się wybory uzupełniające do Senatu VIII kadencji

Wybory uzupełniające do Senatu Rzeczypospolitej Polskiej VIII kadencji (2011–2015) odbyły się cztery razy: 21 kwietnia 2013 (okręg nr 73), 8 września 2013 (okręg nr 55), 7 września 2014 (okręgi nr 47, 73 i 82) i 8 lutego 2015 (okręg nr 75). Do obsadzenia było sześć wakujących mandatów. W dwóch przypadkach przyczyną była śmierć senatorów wybranych w 2011, w dwóch kolejnych – wybór do Parlamentu Europejskiego w 2014, w jednym – wybór na urząd marszałka województwa, w dalszym – zrzeczenie się mandatu, w związku z powołaniem na członka Komisji Europejskiej.
We wszystkich wyborach zwyciężyli przedstawiciele Prawa i Sprawiedliwości, w czterech przypadkach broniąc mandatów posiadanych wcześniej przez tę partię i w dwóch przejmując je od Platformy Obywatelskiej.

## Lista wyborów uzupełniających do Senatu VIII kadencji
| Okręg | Data             | Były senator          | Były senator             | Wybrany senator      | Wybrany senator                            | Frekwencja                                    | Przyczyna |
| ----- | ---------------- | --------------------- | ------------------------ | -------------------- | ------------------------------------------ | --------------------------------------------- | --------- |
| 73    | 21 kwietnia 2013 |                       | Antoni Motyczka (PO)     |                      | Bolesław Piecha (PiS)                      | 11,14%                                        | śmierć    |
| 55    | 8 września 2013  |                       | Władysław Ortyl (PiS)    | Zdzisław Pupa (PiS)  | 15,84%                                     | wybór na Marszałka Województwa Podkarpackiego |           |
| 47    | 7 września 2014  | Henryk Górski (PiS)   | Maria Koc (PiS)          | 6,62%                | śmierć                                     |                                               |           |
| 73    | 7 września 2014  | Bolesław Piecha (PiS) | Izabela Kloc (PiS)       | 9,44%                | wybór na posła do Parlamentu Europejskiego |                                               |           |
| 82    | 7 września 2014  | Beata Gosiewska (PiS) | Jarosław Rusiecki (PiS)  | 7,33%                | wybór na posła do Parlamentu Europejskiego |                                               |           |
| 75    | 8 lutego 2015    |                       | Elżbieta Bieńkowska (PO) | Czesław Ryszka (PiS) | 7,34%                                      | zrzeczenie się mandatu                        |           |

## Przyczyny zarządzania wyborów uzupełniających
Podstawą prawną zarządzenia wyborów uzupełniających do Senatu Rzeczypospolitej Polskiej VIII kadencji była Ustawa z dnia 5 stycznia 2011 r. – Kodeks wyborczy (Dz.U. z 2022 r. poz. 1277).
Zgodnie z art. 279 w razie utraty mandatu przez senatora Prezydent Rzeczypospolitej Polskiej zarządzał przeprowadzenie wyborów uzupełniających w okręgu, z którego został on wybrany, w ciągu 3 miesięcy od dnia stwierdzenia wygaśnięcia mandatu senatora. Wyborów uzupełniających nie przeprowadzano w okresie 6 miesięcy przed dniem, w którym upływał termin zarządzenia wyborów do Sejmu. Głosowanie przeprowadzano wyłącznie na terytorium kraju.
Wygaśnięcie mandatu senatora niezwłocznie stwierdzał Marszałek Senatu w formie obwieszczenia w następujących wypadkach:
- śmierci senatora;
- utraty prawa wybieralności lub nieposiadania go w dniu wyborów;
- pozbawienia mandatu prawomocnym orzeczeniem Trybunału Stanu;
- zrzeczenia się mandatu;
- zajmowania w dniu wyborów stanowiska lub funkcji, których, stosownie do przepisów Konstytucji Rzeczypospolitej Polskiej albo ustaw, nie można łączyć z mandatem senatora (z wyjątkiem[jakim?]);
- objęcia urzędu Prezydenta Rzeczypospolitej;
- powołania w toku kadencji na stanowisko lub powierzenia funkcji, których, stosownie do przepisów Konstytucji Rzeczypospolitej Polskiej albo ustaw, nie można łączyć ze sprawowaniem mandatu senatora;
- wyboru w toku kadencji na posła do Parlamentu Europejskiego.

## Wybory uzupełniające 21 kwietnia 2013 (okręg nr 73)

Okręg wyborczy nr 73 na tle Polski

Wybory uzupełniające do Senatu Rzeczypospolitej Polskiej w okręgu nr 73, które odbyły się 21 kwietnia 2013, zostały zarządzone postanowieniem Prezydenta RP Bronisława Komorowskiego z 19 lutego 2013 z powodu śmierci Antoniego Motyczki (24 stycznia 2013). Przeprowadziła je Okręgowa Komisja Wyborcza w Katowicach.
Mandat senatorski uzyskał Bolesław Piecha – utracił przy tym mandat posła, który zdobył w wyborach w 2011.

### Kalendarz wyborczy
- do 2 marca 2013 – zawiadomienie Państwowej Komisji Wyborczej: przez organ partii politycznej o utworzeniu komitetu wyborczego; przez pełnomocnika wyborczego o utworzeniu koalicyjnego komitetu wyborczego lub o utworzeniu komitetu wyborczego wyborców,
- do 12 marca 2013 do godz. 24:00 – zgłaszanie kandydatów na senatora w celu zarejestrowania,
- 19 kwietnia 2013 o godz. 24:00 – zakończenie kampanii wyborczej,
- 21 kwietnia 2013, godz. 7:00–21:00 – głosowanie[6].

### Kandydaci
Swoje kandydatury zarejestrowali:
1. Mirosław Duży (Platforma Obywatelska),
2. Grażyna Kohut (Polskie Stronnictwo Ludowe),
3. Janusz Korwin-Mikke (Nowa Prawica – Janusza Korwin-Mikke) – były poseł,
4. Józef Makosz (KWW Józefa Makosza),
5. Piotr Masłowski (KWW Piotra Masłowskiego),
6. Bolesław Piecha (Prawo i Sprawiedliwość) – poseł, były wiceminister zdrowia,
7. Paweł Polok (KWW Autonomia dla Ziemi Śląskiej),
8. Krzysztof Sajewicz (Sojusz Lewicy Demokratycznej).

Okręgowa Komisja Wyborcza odmówiła rejestracji kandydatur Demokracji Bezpośredniej i KWW Kochających Śląsk z powodu nieuzyskania przez kandydatów poparcia prawidłowo złożonych podpisów 2000 wyborców.
Józef Makosz i Paweł Polok kandydowali w poprzednich wyborach w tym okręgu (październik 2011).

### Wyniki

Zwycięzcy wyborów w poszczególnych gminach:
Bolesław Piecha
Mirosław Duży
Paweł Polok
Józef Makosz

Zwycięzcy wyborów w poszczególnych gminach:
Izabela Kloc
Marek Krząkała

Bolesław Piecha
     Mirosław Duży
     Paweł Polok
     Józef Makosz
| Kandydat                                                                                     | Kandydat            | Komitet wyborczy                    | Głosów | Głosów | Głosów |
| Kandydat                                                                                     | Kandydat            | Komitet wyborczy                    | Liczba | %      | +/–    |
| -------------------------------------------------------------------------------------------- | ------------------- | ----------------------------------- | ------ | ------ | ------ |
|                                                                                              | Bolesław Piecha     | Prawo i Sprawiedliwość              | 7769   | 28,48  | +6,30  |
|                                                                                              | Józef Makosz        | KWW Józefa Makosza                  | 5345   | 19,59  | +4,72  |
|                                                                                              | Mirosław Duży       | Platforma Obywatelska RP            | 4913   | 18,01  | –16,10 |
|                                                                                              | Paweł Polok         | KWW Autonomia dla Ziemi Śląskiej    | 3578   | 13,12  | –8,80  |
|                                                                                              | Grażyna Kohut       | Polskie Stronnictwo Ludowe          | 2280   | 8,36   | –      |
|                                                                                              | Janusz Korwin-Mikke | Nowa Prawica – Janusza Korwin-Mikke | 2160   | 7,92   | –      |
|                                                                                              | Krzysztof Sajewicz  | Sojusz Lewicy Demokratycznej        | 775    | 2,84   | –      |
|                                                                                              | Piotr Masłowski     | KWW Piotra Masłowskiego             | 459    | 1,68   | –      |
| Frekwencja: 11,14% Liczba głosów ważnych: 27 279 (99,17%) Źródło: Państwowa Komisja Wyborcza |                     |                                     |        |        |        |

| Wyniki według podziału na gminy | Wyniki według podziału na gminy | Wyniki według podziału na gminy | Wyniki według podziału na gminy |
| m. Łaziska Górne | m. Mikołów | m. Orzesze | m. Rybnik |
| --- | --- | --- | --- |
| Duży – 1550 (52,90%) Piecha – 740 (25,26%) Polok – 360 (12,29%) Korwin-Mikke – 124 (4,23%) Kohut – 82 (2,80%) Sajewicz – 35 (1,19%) Makosz – 20 (0,68%) Masłowski – 19 (0,65%)   | Piecha – 1057 (33,91%) Duży – 980 (31,44%) Polok – 622 (19,96%) Korwin-Mikke – 293 (9,40%) Sajewicz – 58 (1,86%) Kohut – 56 (1,80%) Makosz – 38 (1,22%) Masłowski – 13 (0,42%) | Piecha – 539 (36,89%) Duży – 439 (30,05%) Polok – 266 (18,21%) Korwin-Mikke – 128 (8,76%) Kohut – 54 (3,70%) Makosz – 29 (1,98%) Sajewicz – 5 (0,34%) Masłowski – 1 (0,07%) | Makosz – 4812 (33,14%) Piecha – 3596 (24,77%) Kohut – 1647 (11,34%) Polok – 1256 (8,65%) Korwin-Mikke – 1208 (8,32%) Duży – 1101 (7,58%) Sajewicz – 581 (4,00%) Masłowski – 319 (2,20%) |
| Frekwencja: 16,81% | Frekwencja: 9,92% | Frekwencja: 9,45% | Frekwencja: 13,21% |
| | | | |
| Czerwionka-Leszczyny | Gaszowice | Jejkowice | Lyski |
| Piecha – 828 (41,36%) Makosz – 278 (13,89%) Duży – 256 (12,79%) Polok – 249 (12,44%) Korwin-Mikke – 171 (8,54%) Kohut – 148 (7,39%) Sajewicz – 40 (2,00%) Masłowski – 32 (1,60%) | Piecha – 171 (30,92%) Duży – 97 (17,54%) Polok – 88 (15,91%) Korwin-Mikke – 55 (9,95%) Kohut – 53 (9,58%) Makosz – 41 (7,41%) Masłowski – 38 (6,87%) Sajewicz – 10 (1,81%)     | Piecha – 123 (38,32%) Kohut – 50 (15,58%) Polok – 50 (15,58%) Duży – 35 (10,90%) Makosz – 27 (8,41%) Korwin-Mikke – 26 (8,10%) Masłowski – 10 (3,12%) Sajewicz – 0 (0,00%)  | Polok – 211 (30,40%) Piecha – 178 (25,65%) Duży – 94 (13,54%) Kohut – 73 (10,52%) Korwin-Mikke – 49 (7,06%) Makosz – 44 (6,34%) Sajewicz – 23 (3,31%) Masłowski – 22 (3,17%)            |
| Frekwencja: 6,05% | Frekwencja: 7,61% | Frekwencja: 10,30% | Frekwencja: 9,07% |
| | | | |
| Ornontowice | Świerklany | Wyry | |
| Polok – 164 (32,73%) Piecha – 153 (30,54%) Duży – 124 (24,55%) Korwin-Mikke – 33 (6,59%) Kohut – 13 (2,59%) Makosz – 7 (1,40%) Sajewicz – 7 (1,40%) Masłowski – 1 (0,20%)        | Piecha – 219 (34,82%) Polok – 159 (25,28%) Kohut – 93 (14,79%) Duży – 62 (9,86%) Makosz – 47 (7,47%) Korwin-Mikke – 35 (5,56%) Sajewicz – 11 (1,75%) Masłowski – 3 (0,48%)     | Duży – 176 (31,94%) Piecha – 165 (29,95%) Polok – 153 (27,77%) Korwin-Mikke – 38 (6,90%) Kohut – 11 (2,00%) Sajewicz – 5 (0,91%) Makosz – 2 (0,36%) Masłowski – 1 (0,18%)   | |
| Frekwencja: 11,01% | Frekwencja: 6,85% | Frekwencja: 9,62% | |

## Wybory uzupełniające 8 września 2013 (okręg nr 55)

Okręg wyborczy nr 55 na tle Polski

Wybory uzupełniające do Senatu Rzeczypospolitej Polskiej w okręgu nr 55, które odbyły się 8 września 2013, zostały zarządzone postanowieniem Prezydenta RP Bronisława Komorowskiego z 4 lipca 2013 z powodu wyboru Władysława Ortyla na urząd marszałka województwa podkarpackiego (27 maja 2013). Przeprowadziła je Okręgowa Komisja Wyborcza w Rzeszowie.
Mandat senatorski uzyskał Zdzisław Pupa, który zasiadał już w izbie wyższej w latach 2007–2011.

### Kalendarz wyborczy
- do 20 lipca 2013 – zawiadomienie Państwowej Komisji Wyborczej: przez organ partii politycznej o utworzeniu komitetu wyborczego; przez pełnomocnika wyborczego o utworzeniu koalicyjnego komitetu wyborczego lub o utworzeniu komitetu wyborczego wyborców,
- do 30 lipca 2013 do godz. 24:00 – zgłaszanie kandydatów na senatora w celu zarejestrowania,
- 6 września 2013 o godz. 24:00 – zakończenie kampanii wyborczej,
- 8 września 2013, godz. 7:00–21:00 – głosowanie[8].

### Kandydaci
Swoje kandydatury zarejestrowali:
1. Ireneusz Dzieszko (KWW Prawica Podkarpacka),
2. Józef Habrat (Samoobrona),
3. Ewa Kantor (KWW Ewy Kantor) – była posłanka,
4. Mariusz Kawa (KKW Platforma Obywatelska – Polskie Stronnictwo Ludowe),
5. Andrzej Marciniec (Polska Jest Najważniejsza),
6. Zdzisław Pupa (Prawo i Sprawiedliwość) – były poseł, były senator,
7. Kazimierz Ziobro (Solidarna Polska Zbigniewa Ziobro) – poseł.

Mariusz Kawa kandydował w poprzednich wyborach w tym okręgu (październik 2011).

### Wyniki
| Kandydat                                                                                     | Kandydat          | Komitet wyborczy                                       | Głosów | Głosów | Głosów |
| Kandydat                                                                                     | Kandydat          | Komitet wyborczy                                       | Liczba | %      | +/–    |
| -------------------------------------------------------------------------------------------- | ----------------- | ------------------------------------------------------ | ------ | ------ | ------ |
|                                                                                              | Zdzisław Pupa     | Prawo i Sprawiedliwość                                 | 35 640 | 60,48  | +11,31 |
|                                                                                              | Mariusz Kawa      | KKW Platforma Obywatelska – Polskie Stronnictwo Ludowe | 12 495 | 21,33  | –15,20 |
|                                                                                              | Kazimierz Ziobro  | Solidarna Polska Zbigniewa Ziobro                      | 6494   | 11,09  | –      |
|                                                                                              | Ewa Kantor        | KWW Ewy Kantor                                         | 1617   | 2,76   | –      |
|                                                                                              | Ireneusz Dzieszko | KWW Prawica Podkarpacka                                | 1318   | 2,25   | –      |
|                                                                                              | Andrzej Marciniec | Polska Jest Najważniejsza                              | 772    | 1,32   | –      |
|                                                                                              | Józef Habrat      | Samoobrona Rzeczpospolitej Polskiej                    | 247    | 0,42   | –      |
| Frekwencja: 15,84% Liczba głosów ważnych: 58 583 (98,37%) Źródło: Państwowa Komisja Wyborcza |                   |                                                        |        |        |        |

## Wybory uzupełniające 7 września 2014 (okręgi nr 47, 73 i 82)
Wybory uzupełniające do Senatu Rzeczypospolitej Polskiej, które odbyły się 7 września 2014, zostały zarządzone postanowieniem Prezydenta RP Bronisława Komorowskiego z 25 czerwca 2014:
- w okręgu nr 47 z powodu śmierci Henryka Górskiego (19 maja 2014); przeprowadzi je Okręgowa Komisja Wyborcza w Siedlcach;
- w okręgach nr 73 i 82 z powodu wyboru Bolesława Piechy (zwycięzcy wyborów uzupełniających do tej izby 21 kwietnia 2013) i Beaty Gosiewskiej do Parlamentu Europejskiego (25 maja 2014); przeprowadziły je odpowiednio Okręgowe Komisje Wyborcze w Katowicach i Kielcach.

Mandaty senatorskie uzyskali: Maria Koc, Izabela Kloc i Jarosław Rusiecki (dwoje ostatni utracili przy tym mandaty poselskie, które zdobyli w wyborach w 2011).

### Kalendarz wyborczy
- do 19 lipca 2014 – zawiadomienie Państwowej Komisji Wyborczej: przez organ partii politycznej o utworzeniu komitetu wyborczego; przez pełnomocnika wyborczego o utworzeniu koalicyjnego komitetu wyborczego lub o utworzeniu komitetu wyborczego wyborców,
- do 29 lipca 2014 do godz. 24:00 – zgłaszanie kandydatów na senatora w celu zarejestrowania,
- 5 września 2014 o godz. 24:00 – zakończenie kampanii wyborczej,
- 7 września 2014, godz. 7:00–21:00 – głosowanie[10].

### Okręg nr 47

Okręg wyborczy nr 47 na tle Polski

#### Kandydaci
Swoje kandydatury zarejestrowali:
1. Krzysztof Bosak (KWW Ruch Narodowy) – były poseł,
2. Andrzej Gorayski (Demokracja Bezpośrednia),
3. Dariusz Jaszczuk (Platforma Obywatelska),
4. Maria Koc (Prawo i Sprawiedliwość) – radna sejmiku mazowieckiego,
5. Zdzisław Litwińczuk (Partia Demokratyczna – demokraci.pl),
6. Zbigniew Stąsiek (Sojusz Lewicy Demokratycznej).

Swoje kandydatury wycofali Cezary Jaworski (Nowa Prawica – Janusza Korwin-Mikke) i Bartłomiej Bodio (Polskie Stronnictwo Ludowe), odpowiednio 29 i 31 lipca 2014.

#### Wyniki
| Kandydat                                                                                    | Kandydat            | Komitet wyborczy                    | Głosów | Głosów | Głosów |
| Kandydat                                                                                    | Kandydat            | Komitet wyborczy                    | Liczba | %      | +/–    |
| ------------------------------------------------------------------------------------------- | ------------------- | ----------------------------------- | ------ | ------ | ------ |
|                                                                                             | Maria Koc           | Prawo i Sprawiedliwość              | 9832   | 58,35  | +19,53 |
|                                                                                             | Dariusz Jaszczuk    | Platforma Obywatelska RP            | 4855   | 28,81  | +3,06  |
|                                                                                             | Krzysztof Bosak     | Ruch Narodowy                       | 1082   | 6,42   | –      |
|                                                                                             | Zbigniew Stąsiek    | Sojusz Lewicy Demokratycznej        | 666    | 3,95   | –      |
|                                                                                             | Zdzisław Litwińczuk | Partia Demokratyczna – demokraci.pl | 226    | 1,34   | –      |
|                                                                                             | Andrzej Gorayski    | Demokracja Bezpośrednia             | 188    | 1,12   | –      |
| Frekwencja: 6,62% Liczba głosów ważnych: 16 849 (98,71%) Źródło: Państwowa Komisja Wyborcza |                     |                                     |        |        |        |

### Okręg nr 73

Okręg wyborczy nr 73 na tle Polski

#### Kandydaci
Swoje kandydatury zarejestrowali:
1. Piotr Chmielowski (Sojusz Lewicy Demokratycznej) – poseł,
2. Izabela Kloc (Prawo i Sprawiedliwość) – posłanka, była radna sejmiku śląskiego,
3. Marek Krząkała (Platforma Obywatelska) – poseł,
4. Maciej Urbańczyk (Nowa Prawica – Janusza Korwin-Mikke).

Okręgowa Komisja Wyborcza odmówiła rejestracji kandydatur Pawła Helisa (KWW „Kochających Śląsk”) i Jacka Lanusznego (Ruch Narodowy).

#### Wyniki
Izabela Kloc
     Marek Krząkała
| Kandydat                                                                                    | Kandydat          | Komitet wyborczy                    | Głosów | Głosów | Głosów |
| Kandydat                                                                                    | Kandydat          | Komitet wyborczy                    | Liczba | %      | +/–    |
| ------------------------------------------------------------------------------------------- | ----------------- | ----------------------------------- | ------ | ------ | ------ |
|                                                                                             | Izabela Kloc      | Prawo i Sprawiedliwość              | 11 146 | 48,56  | +20,08 |
|                                                                                             | Marek Krząkała    | Platforma Obywatelska RP            | 9665   | 42,11  | +24,10 |
|                                                                                             | Maciej Urbańczyk  | Nowa Prawica – Janusza Korwin-Mikke | 1218   | 5,31   | –1,60  |
|                                                                                             | Piotr Chmielowski | Sojusz Lewicy Demokratycznej        | 922    | 4,01   | +2,47  |
| Frekwencja: 9,44% Liczba głosów ważnych: 22 951 (98,94%) Źródło: Państwowa Komisja Wyborcza |                   |                                     |        |        |        |

| Wyniki według podziału na gminy                                                               | Wyniki według podziału na gminy                                                                 | Wyniki według podziału na gminy                                                              | Wyniki według podziału na gminy                                                                 |
| m. Łaziska Górne                                                                              | m. Mikołów                                                                                      | m. Orzesze                                                                                   | m. Rybnik                                                                                       |
| --------------------------------------------------------------------------------------------- | ----------------------------------------------------------------------------------------------- | -------------------------------------------------------------------------------------------- | ----------------------------------------------------------------------------------------------- |
| Kloc – 776 (56,15%) Krząkała – 473 (41,14%) Chmielowski – 77 (5,57%) Urbańczyk – 56 (4,05%)   | Kloc – 1720 (49,83%) Krząkała – 1420 (31,44%) Chmielowski – 185 (5,36%) Urbańczyk – 127 (3,68%) | Kloc – 756 (59,34%) Krząkała – 372 (29,20%) Urbańczyk – 101 (7,93%) Chmielowski – 45 (3,53%) | Krząkała – 5630 (46,44%) Kloc – 5342 (44,07%) Urbańczyk – 681 (5,62%) Chmielowski – 469 (3,87%) |
| Frekwencja: 7,99%                                                                             | Frekwencja: 11,14%                                                                              | Frekwencja: 8,13%                                                                            | Frekwencja: 11,15%                                                                              |
|                                                                                               |                                                                                                 |                                                                                              |                                                                                                 |
| Czerwionka-Leszczyny                                                                          | Gaszowice                                                                                       | Jejkowice                                                                                    | Lyski                                                                                           |
| Kloc – 1126 (54,87%) Krząkała – 766 (37,33%) Urbańczyk – 100 (4,87%) Chmielowski – 60 (2,92%) | Krząkała – 223 (46,85%) Kloc – 222 (46,64%) Urbańczyk – 17 (3,57%) Chmielowski – 14 (2,94%)     | Kloc – 131 (51,98%) Krząkała – 105 (41,67%) Urbańczyk – 13 (5,16%) Chmielowski – 3 (1,19%)   | Krząkała – 293 (51,31%) Kloc – 204 (35,73%) Urbańczyk – 44 (7,71%) Chmielowski – 30 (5,25%)     |
| Frekwencja: 6,24%                                                                             | Frekwencja: 6,46%                                                                               | Frekwencja: 8,06%                                                                            | Frekwencja: 7,54%                                                                               |
|                                                                                               |                                                                                                 |                                                                                              |                                                                                                 |
| Ornontowice                                                                                   | Świerklany                                                                                      | Wyry                                                                                         |                                                                                                 |
| Kloc – 251 (68,39%) Krząkała – 81 (22,07%) Urbańczyk – 23 (6,27%) Chmielowski – 12 (3,27%)    | Kloc – 355 (64,43%) Krząkała – 161 (29,22%) Urbańczyk – 30 (5,44%) Chmielowski – 5 (0,91%)      | Kloc – 263 (58,19%) Krząkała – 141 (31,19%) Urbańczyk – 26 (5,75%) Chmielowski – 22 (4,87%)  |                                                                                                 |
| Frekwencja: 7,93%                                                                             | Frekwencja: 6,01%                                                                               | Frekwencja: 7,86%                                                                            |                                                                                                 |

### Okręg nr 82

Okręg wyborczy nr 82 na tle Polski

#### Kandydaci
Swoje kandydatury zarejestrowali:
1. Kazimierz Jesionek (Sojusz Lewicy Demokratycznej),
2. Kazimierz Kotowski (Polskie Stronnictwo Ludowe) – były radny sejmiku świętokrzyskiego, były członek zarządu województwa świętokrzyskiego,
3. Małgorzata Marenin (Demokracja Bezpośrednia),
4. Zbigniew Pacelt (Platforma Obywatelska) – poseł,
5. Jarosław Rusiecki (Prawo i Sprawiedliwość) – poseł,
6. Jacek Wójcicki (Nowa Prawica – Janusza Korwin-Mikke).

Okręgowa Komisja Wyborcza odmówiła rejestracji kandydatury Jana Grudniewskiego (Polski Ruch Uwłaszczeniowy).

#### Wyniki
| Kandydat                                                                                    | Kandydat           | Komitet wyborczy                    | Głosów | Głosów | Głosów |
| Kandydat                                                                                    | Kandydat           | Komitet wyborczy                    | Liczba | %      | +/–    |
| ------------------------------------------------------------------------------------------- | ------------------ | ----------------------------------- | ------ | ------ | ------ |
|                                                                                             | Jarosław Rusiecki  | Prawo i Sprawiedliwość              | 10 098 | 37,04  | –0,48  |
|                                                                                             | Kazimierz Kotowski | Polskie Stronnictwo Ludowe          | 9737   | 35,71  | +13,06 |
|                                                                                             | Zbigniew Pacelt    | Platforma Obywatelska RP            | 3817   | 14,00  | –      |
|                                                                                             | Kazimierz Jesionek | Sojusz Lewicy Demokratycznej        | 1950   | 7,15   | –9,83  |
|                                                                                             | Jacek Wójcicki     | Nowa Prawica – Janusza Korwin-Mikke | 1338   | 4,91   | –      |
|                                                                                             | Małgorzata Marenin | Demokracja Bezpośrednia             | 325    | 1,19   | –      |
| Frekwencja: 7,33% Liczba głosów ważnych: 27 265 (98,28%) Źródło: Państwowa Komisja Wyborcza |                    |                                     |        |        |        |

## Wybory uzupełniające 8 lutego 2015 (okręg nr 75)

Okręg wyborczy nr 75 na tle Polski

Wybory uzupełniające do Senatu Rzeczypospolitej Polskiej w okręgu nr 75, które odbyły się 8 lutego 2015, zostały zarządzone postanowieniem Prezydenta RP Bronisława Komorowskiego z 1 grudnia 2014 z powodu zrzeczenia się mandatu przez Elżbietę Bieńkowską (31 października 2014) po jej wyborze na członka Komisji Europejskiej. Przeprowadziła je Okręgowa Komisja Wyborcza w Katowicach.
Mandat senatorski zdobył Czesław Ryszka, który zasiadał już w izbie wyższej w latach 2005 i 2006–2011.

### Kalendarz wyborczy
- do 20 grudnia 2014 – zawiadomienie Państwowej Komisji Wyborczej: przez organ partii politycznej o utworzeniu komitetu wyborczego; przez pełnomocnika wyborczego o utworzeniu koalicyjnego komitetu wyborczego lub o utworzeniu komitetu wyborczego wyborców,
- do 30 grudnia 2014 do godz. 24:00 – zgłaszanie kandydatów na senatora w celu zarejestrowania,
- 6 lutego 2015 o godz. 24:00 – zakończenie kampanii wyborczej,
- 8 lutego 2015, godz. 7:00–21:00 – głosowanie[14].

### Kandydaci
Swoje kandydatury zarejestrowali:
1. Dariusz Dyrda (KWW Ze Śląska – Nie z Partii) – działacz Ruchu Autonomii Śląska,
2. Michał Gramatyka (Platforma Obywatelska) – radny sejmiku śląskiego,
3. Czesław Ryszka (Prawo i Sprawiedliwość) – były poseł, były senator.

Dariusz Dyrda kandydował w poprzednich wyborach w tym okręgu (październik 2011).

#### Wyniki
| Kandydat                                                                                    | Kandydat         | Komitet wyborczy             | Głosów | Głosów | Głosów |
| Kandydat                                                                                    | Kandydat         | Komitet wyborczy             | Liczba | %      | +/–    |
| ------------------------------------------------------------------------------------------- | ---------------- | ---------------------------- | ------ | ------ | ------ |
|                                                                                             | Czesław Ryszka   | Prawo i Sprawiedliwość       | 8541   | 56,57  | –      |
|                                                                                             | Michał Gramatyka | Platforma Obywatelska RP     | 4452   | 29,49  | –15,75 |
|                                                                                             | Dariusz Dyrda    | KWW Ze Śląska – Nie z Partii | 2104   | 13,94  | –      |
| Frekwencja: 7,34% Liczba głosów ważnych: 15 097 (98,85%) Źródło: Państwowa Komisja Wyborcza |                  |                              |        |        |        |